# Tricalysia lejolyana
Tricalysia lejolyana är en måreväxtart som beskrevs av Bonaventure Sonké och Martin Roy Cheek. Tricalysia lejolyana ingår i släktet Tricalysia och familjen måreväxter. IUCN kategoriserar arten globalt som starkt hotad.
Artens utbredningsområde är Kamerun. Inga underarter finns listade i Catalogue of Life.